# 스틸레토

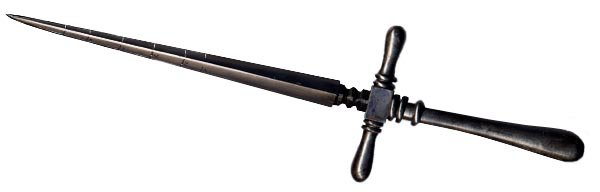
포수가 사용했던 스틸레토.

스틸레토(이탈리아어: Stiletto)는 주로 찌르기 위한 가늘고 긴 칼날과 바늘 같은 끝이 있는 칼이나 단검이다. 스틸레토 칼날의 좁은 단면과 누적된(끝으로 갈수록 점점 가늘어지는) 끝부분은 진입 시 마찰을 줄여 칼날이 깊이 침투할 수 있도록 한다. 어떤 사람들은 스틸렛을 단검의 형태로 간주하지만, 대부분의 스틸렛은 베거나 자르는 용도로 설계되지 않은 찌르기용 특화무기이다.
시간이 지나면서 스틸레토라는 용어는 미국제 V-42 스틸레토와 같이 절단면이 최소이고 바늘과 같은 점이 있는 좁은 날을 나타내는 다양한 칼날을 일반적으로 설명하는 용어로 사용되어 왔으며, 미국 영어에서 스틸레토라는 이름은 스틸레토 또는 총검형 칼날 형태를 가진 잭나이프를 의미할 수 있다. 복수형 "stilettos"라는 용어는 길고 가늘고 높은 힐 (스틸레토 힐)을 가리키는 속어로도 사용된다.

## 기원
이탈리아에서 처음 개발된 스틸레토는 15세기 후반부터 시작되었으며, 칼날이 날카롭지만 주로 찌르기 위해 설계된 좁은 날을 가진 바늘과 같은 뾰족한 무기인 론델 단검이나 미저리코드의 발달로 생각된다. 초기 스틸레토들은 일반적으로 선반에 올려진 모양을 한 하나로 된 주물 금속 손잡이를 사용했다.
이탈리아어 "stileto"는 고대에 밀랍이나 점토판을 새기는 데 사용된 얇고 뾰족한 로마 필기구였던 라틴어 stilus에서 왔다. 스틸레토는 기사들의 보조 무기였던 중세 후기에 명성을 얻기 시작했다. 원래 순수하게 공격용 무기로 설계된 스틸레토는 쓰러진 적이나 중상을 입은 중갑의 적군을 끝내는 데 사용되었다. 바늘처럼 생긴 칼날은, 충분한 힘으로 사용하면, 대부분의 쇄자갑을 관통하거나 기사의 판금갑의 틈새를 통해 적을 찌를 수 있었고, 헬멧을 쓴 기사의 눈구멍을 통과할 수 있을 정도로 좁았다. 포수들의 스틸레토는 대포의 퓨즈에 있는 구멍을 제거하는 도구가 되었는데, 자동차 오일 딥스틱의 방식으로 사용되었고, 그것들은 종종 거리 측정의 분말 전하 수준을 나타내는 마크가 새겨져 있었다.

## 공격용 무기로 발달

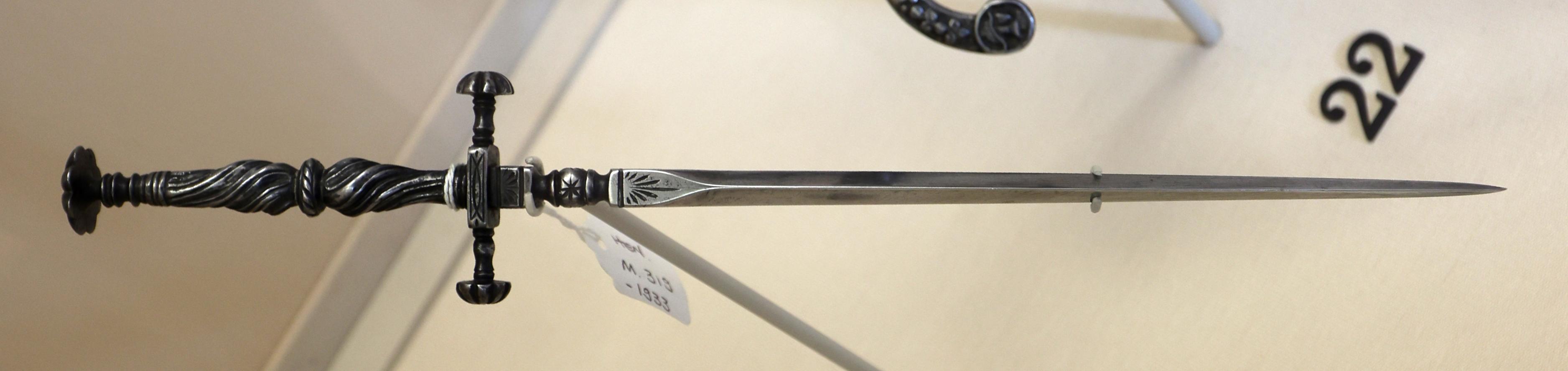
16세기 스틸레토

스틸레토는 중세 암살자의 선호되는 공격용 찌르는 칼(Arma Manesca)로 이탈리아 전역에서 채택되었고, 그래서 당대 당국에 의해 항상 위험한 무기(Arma insidiosa)로서 금지되었다. 스틸레토는 암살자들이 선호했는데, 그것은 조용했고, 소매나 재킷 안에 쉽게 숨겨졌고, 다른 종류의 칼보다 출혈이 적은 치명적인 상처를 입히면서 당대의 무거운 가죽과 천으로 된 옷을 쉽게 관통할 수 있는 날이 특징이었기 때문이었다.
이탈리아에서 스틸레토는 단검과 함께 전투 무기로 사용되기 시작했다. 아킬레 마로조가 쓴 1536년 결투 논문 오페라 노바에서는 단검과 스틸레토의 싸움에 대한 부분을 포함하고 있다. 르네상스 시기가 되면서 스틸레토라는 용어는 프랑스의 포냐드와 매우 흡사하게 다양한 가늘고 찌르는 칼들을 묘사하게 되었으며, 이 중 대부분은 기존의 단검 형태의 날씬한 칼날과 날카로운 가장자리, 그러면서도 바늘 같은 끝부분을 유지한 것들이었다.  무기를 가볍게 하기 위해, 많은 스틸레토들은 길이의 일정 부분 이상의 혈조와 함께 있는 칼날을 장착했다.
스틸레토는 16세기부터 19세기 말까지 특히 프랑스, 코르시카, 이탈리아에서 범죄자나 정치적 암살자들의 대중적인 무기로 남아있었다.  기습과 암살의 무기로 여전히 사용되었지만, 적들 간의 접전에서 단검보다 스틸레토를 더 사용한 경향은 이탈리아, 사르데냐, 코르시카 전역에 널리 퍼졌다. 시칠리아 왕국에서 스틸레토의 지속적인 인기는 슈마디틸레토 시실리아노 (시칠리아 스틸레토 전투학교)의 발전을 가져왔다. 스틸레토 사용에 능숙한 사람은 칼을 피해자에게 깊숙이 찔렀고, 칼을 빼기 전에 여러 방향으로 날카롭게 비틀어 입구 상처를 검사할 때 쉽게 드러나지 않는 날카로운 점이 심각한 내부 손상을 입히게 했다.
스틸레토는 19세기 중반 이탈리아 디아스포라의 첫 물결을 따라 칼이 도박꾼, 갱단원, 그리고 다양한 암살자들의 인기 있는 무기가 되었던 루이지애나주 뉴올리언스에 자리잡았다. 스틸레토는 뉴올리언스에서 많은 칼부림들과 살인들에 연루되어 있었고, 1879년에 뉴올리언즈 경내에서 스틸레토의 판매와 전시를 불법화하는 조례를 통과시켰다. 미국으로 이주한 이탈리아 이민자들은 자주 호신용으로 그러한 칼을 구입하거나 만들었고, 블랙핸드에 반대하거나 협박 요구를 무시한 이탈리아계 미국인들과 다른 사람들을 암살하기 위해 무정부주의자들뿐만 아니라 다양한 블랙핸드 조직원들이 스틸레토를 사용했다. 블랙핸드는 심지어 스틸레토의 사용을 훈련시키기 위한 학교도 세웠다.

## 같이 보기
- 스틸레토 힐
- 잭나이프
- 포냐드